# Saramură
Saramura este un fel de mâncare cu specific românesc, bazat în general pe diferite feluri de pește, mai ales în Dobrogea, dar și carne uscată sau afumată în Moldova sau Ardeal. Este de asemenea un procedeu de prezervare a alimentelor pentru a permite consumul ulterior. Efectul saramurii este deshidratarea alimentelor, prevenirea dezvoltării unor bacterii și modificarea gustului.

## Fel de mâncare

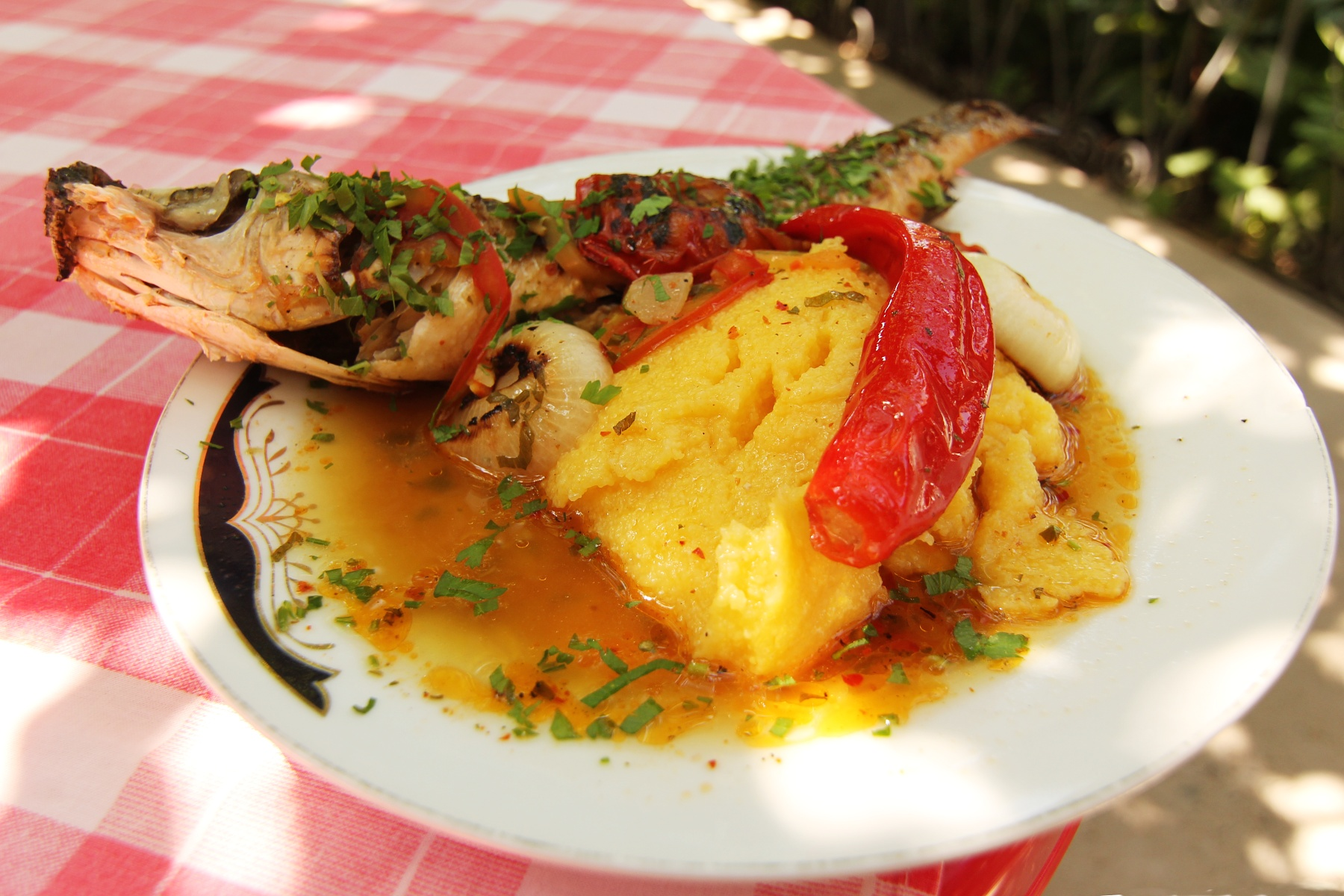
Saramură de chefal

În general, când vorbim de saramură, ne gândim la pește fript în infuzie de apă clocotită cu mirodenii. Saramura este totuși un fel de mâncare pe cât de simplu, pe atât de gustos. Dacă ne gândim la saramura din pește, în Dobrogea, mai ales, există un adevărat ritual al preparării. La fel ca și borșul de pește născocit in bălțile liniștite ale Deltei, saramura de pește se prepară din trei feluri de pește pentru a se obține un gust desăvârșit si plin. Gustul este completat și de mirodeniile adăugate, mirodenii care variază de la piper boabe sau măcinat, ardei iute (dacă se poate neapărat roșu si uscat) pâna la cimbru sau foi de dafin.
Se iau trei feluri de pește: mic (oblet, regină etc.), mijlociu (caras) și mare (crap, novac sau sânger, somn), se frig pe o tablă (plită) încinsă presărată în prealabil cu sare mare. Se lasă aproximativ 10 minute, timp în care se frige pe ambele părți; dacă se desprinde ușor atunci e semn că peștele e fript. 
Se fierbe apa până clocotește. Într-un vas se pun usturoi zdrobit, ardei iute, cimbru, salvie după preferințe (adaptare după bucătăria mediteraneană) și sare. Peste toate acestea se așază peștele fript care a fost păstrat într-un vas închis. Peste toate aceste ingrediente se toarnă apa clocotită și se acoperă cu un capac. Se lasă încă zece minute să se liniștească și să se completeze aromele, după care preparatul se poate servi, neapărat cu mămăligă și ardei iute.

## Metodă de conservare
Se folosește din cele mai vechi timpuri, se poate aplica fructelor și legumelor, dar este în principal folosită pentru păstrarea cărnurilor și a peștelui. Primii în a folosi această metodă au fost egiptenii.